# 캔디 마피아
캔디 마피아(태국어: แคนดี้ มาเฟีย, 영어: Candy Mafia)는 태국의 걸 그룹이다. 2009년 '마피아'라는 노래로 데뷔하였다.